# Перепись населения Беларуси (2009)
Перепись населения в Беларуси 2009 года — вторая после обретения суверенитета перепись населения Республики Беларусь, сбор персональных данных который проводился с 14 по 24 октября. Официально целью проведения переписи было объявлено получение информации о населении Республики, необходимой для разработки государственных прогнозов социально-экономического развития страны, текущих расчетов и прогнозирования численности и состава населения, изучения размещения и использования трудовых ресурсов, осуществления научных исследований. Согласно закону Республики Беларусь «О переписи населения», основными принципами её проведения являются: научная обоснованность; периодичность; всеобщность и одномоментность; конфиденциальность персональных данных; доступность и открытость итоговых данных; единство программы переписи населения, а также методов её проведения и обработки персональных данных для всей территории страны.

## Программа переписи
29 апреля 2008 года постановлением Совета Министров № 765 была утверждена следующая программа переписи (перечень вопросов, по которым осуществляется сбор персональных данных):
Вопросы, касающиеся основных демографических характеристик:
- фамилия, имя, отчество;
- дата рождения, число полных лет;
- пол;
- родственные или другие отношения с лицом, записанным первым в домохозяйстве;
- состояние в браке (для лиц в возрасте 15 лет и старше);
- место рождения.

Вопросы, касающиеся миграционной активности:
- непрерывность проживания в городском поселении или сельской местности этого административного района;
- период прибытия в данный населенный пункт;
- место предыдущего жительства;
- проживание более 1 года непрерывно в какой-либо другой стране в период с 2005 года по 13 октября 2009 г.;
- страна, в которой проживал респондент до даты прибытия в Республику Беларусь на постоянное место жительства;
- месяц и год прибытия в Республику Беларусь;
- причина прибытия в Республику Беларусь на постоянное место жительства;

Гражданство.
Национальность (по самоопределению и желанию респондента, для детей — по определению родителей).
Вопросы, касающиеся владения языками:
- родной язык;
- язык, на котором респондент обычно разговаривает дома;
- другой(ие) язык(и), которым(и) свободно владеет респондент.

Вопросы, касающиеся образования:
- уровень образования (для лиц в возрасте 10 лет и старше), наличие ученой степени;
- умение читать и писать;
- учёба в учреждении образования (для лиц в возрасте 6-60 лет);
- посещение ребёнком дошкольного учреждения (для детей в возрасте 3-7 лет, не посещающих школу).

Источники средств к существованию, имеющиеся в 2009 году.
Вопросы, касающиеся занятости (для лиц в возрасте 15 лет и старше):
- работа в последнюю неделю до начала переписи (с 7 по 13 октября 2009 г.);
- место нахождения работы;
- основная продукция, производимая (услуги оказываемые) организацией (нанимателем), в которой (на которого) работал респондент;
- полное название организации (нанимателя) либо её подразделения, в которой работал респондент, или собственного дела;
- должность, занятие или выполняемая работа;
- кем является на работе респондент (статус занятости);
- поиск работы респондентом в течение последнего месяца до начала переписи (с 13 сентября по 13 октября 2009 г.), способность

приступить к ней в ближайшие 2 недели.
Количество рожденных детей (для женщин в возрасте 15 лет и старше).
Вопросы, касающиеся жилищных условий:
- место жительства;
- тип жилого помещения;
- период постройки дома;
- материал наружных стен дома;
- размер общей площади одноквартирного жилого дома или квартиры;
- все имеющиеся виды благоустройства в жилом помещении;
- число домохозяйств, проживающих в жилом помещении, и их состав (с указанием фамилии, имени, отчества, отношения к лицу, записанному первым в домохозяйстве, причины и продолжительности временного отсутствия);
- собственник жилого помещения;
- количество жилых комнат, занимаемых домохозяйством;
- наличие у домохозяйства или у одного из его членов в собственности другого жилого помещения;
- наличие в домохозяйстве компьютера, подключение его к Интернету.

### В отношении лиц, временно проживающих в Беларуси
В отношении лиц, временно проживающих в Республике Беларусь, программа была иной:
- адрес в период прохождения переписи;
- фамилия, имя, отчество;
- пол;
- дата рождения;
- страна рождения;
- гражданство;
- страна постоянного проживания;
- цель приезда в Республику Беларусь.

## Проведение переписи
Сбор персональных данных осуществлялся по состоянию на 0 часов 14 октября 2009 года (момент счёта населения). С 1 по 30 октября переписчикам было предоставлено право на бесплатный проезд на всех видах городского пассажирского транспорта (кроме такси) в пределах района, города областного подчинения, города Минска, в котором они проводили перепись.

## Публикация результатов переписи

### Статистические сборники
Результаты переписи должны быть опубликованы в виде 8-томного издания:
1 том: «Основные организационные и методологические положения переписи населения Республики Беларусь 2009 года» (опубликовано на сайте Белстата)
2 том: «Население Республики Беларусь: его численность и состав» (опубликовано на сайте Белстата досрочно 7 декабря 2010 года вместо 21 января 2011 года)
3 том: «Национальный состав населения Республики Беларусь» (срок выпуска — 24 февраля 2011 г.)
4 том: «Образовательный уровень населения Республики Беларусь» (срок выпуска — 23 марта 2011 г.)
5 том: «Число и состав домашних хозяйств Республики Беларусь. Жилищные условия домашних хозяйств» (срок выпуска — 21 июня 2011 г.)
6 том: «Социально-экономические характеристики населения Республики Беларусь» (срок выпуска — 27 июля 2011 г.)
7 том: «Миграция населения Республики Беларусь» (срок выпуска — 23 августа 2011 г.)
8 том: «Пространственное представление результатов переписи населения Республики Беларусь 2009 года» (срок выпуска — 23 августа 2011 г.)

### Статистические бюллетени
«Общая численность населения, его состав по возрасту, полу, состоянию в браке, уровню образования, национальностям, языку и источникам средств к существованию»:
- Республика Беларусь (опубликовано на сайте Белстата)
- Брестская область (опубликовано на сайте Белстата)
- Витебская область (опубликовано на сайте Белстата)
- Гомельская область (опубликовано на сайте Белстата)
- Гродненская область (опубликовано на сайте Белстата)
- г. Минск (опубликовано на сайте Белстата)
- Минская область (опубликовано на сайте Белстата)
- Могилевская область (опубликовано на сайте Белстата)

«Национальный состав населения»:
- Республика Беларусь (опубликовано на сайте Белстата)
- Брестская область (опубликовано на сайте Белстата)
- Витебская область (опубликовано на сайте Белстата)
- Гомельская область (опубликовано на сайте Белстата)
- Гродненская область (опубликовано на сайте Белстата)
- г. Минск (опубликовано на сайте Белстата)
- Минская область (опубликовано на сайте Белстата)
- Могилевская область (опубликовано на сайте Белстата)

«Численность населения, обучающегося в учреждениях образования» (опубликовано на сайте Белстата)
«Население отдельных национальностей по полу, возрасту, состоянию в браке, образованию, источникам средств к существованию, лингвистическим признакам»
(опубликовано на сайте Белстата)
«Экономическая активность населения Республики Беларусь» (срок выпуска — 3 февраля 2011 г.)
«Занятое население Республики Беларусь по уровню образования и месту нахождения работы» (срок выпуска — 3 февраля 2011 г.)
«Миграция населения Республики Беларусь» (срок выпуска — 1 марта 2011 г.)
«Число и состав домохозяйств Республики Беларусь» (срок выпуска — 1 марта 2011 г.)
«Жилищные условия населения Республики Беларусь» (срок выпуска — 1 апреля 2011 г.)
«Распределение занятого населения Республики Беларусь по видам экономической деятельности» (срок выпуска — 3 мая 2011 г.)
«Распределение занятого населения Республики Беларусь по занятиям» (срок выпуска — 3 мая 2011 г.)
«Население, временно проживающее (пребывающее) на территории Республики Беларусь» (срок выпуска — 3 мая 2011 г.)

### Выходные регламентные таблицы
На сайте Белстата опубликованы следующие регламентные таблицы:
| Территория          | численность населения | группировка городов, поселков городского типа по численности населения | группировка сельских населённых пунктов по численности населения | группировка административных районов по численности населения | группировка сельских Советов по численности населения |
| ------------------- | --------------------- | ---------------------------------------------------------------------- | ---------------------------------------------------------------- | ------------------------------------------------------------- | ----------------------------------------------------- |
| Республика Беларусь |                       |                                                                        |                                                                  |                                                               |                                                       |
| Брестская область   |                       |                                                                        |                                                                  |                                                               |                                                       |
| Витебская область   |                       |                                                                        |                                                                  |                                                               |                                                       |
| Гомельская область  |                       |                                                                        |                                                                  |                                                               |                                                       |
| Гродненская область |                       |                                                                        |                                                                  |                                                               |                                                       |
| город Минск         |                       |                                                                        |                                                                  |                                                               |                                                       |
| Минская область     |                       |                                                                        |                                                                  |                                                               |                                                       |
| Могилёвская область |                       |                                                                        |                                                                  |                                                               |                                                       |

| Территория          | население по возрасту и полу | население по полу, возрасту и году рождения | мужчины и женщины по состоянию в браке и возрасту (чел.) | мужчины и женщины по состоянию в браке и возрасту (на 1000 жит.) |
| ------------------- | ---------------------------- | ------------------------------------------- | -------------------------------------------------------- | ---------------------------------------------------------------- |
| Республика Беларусь |                              |                                             |                                                          |                                                                  |
| Брестская область   |                              |                                             |                                                          |                                                                  |
| Витебская область   |                              |                                             |                                                          |                                                                  |
| Гомельская область  |                              |                                             |                                                          |                                                                  |
| Гродненская область |                              |                                             |                                                          |                                                                  |
| город Минск         |                              |                                             |                                                          |                                                                  |
| Минская область     |                              |                                             |                                                          |                                                                  |
| Могилёвская область |                              |                                             |                                                          |                                                                  |

## Карты
| Доля белорусов в населении первичных административно-территориальных единиц | Доля поляков в населении первичных административно-территориальных единиц | Доля русских в населении первичных административно-территориальных единиц | Первичные административно-территориальные единицы по этническому большинству |